# The Breath of Scandal

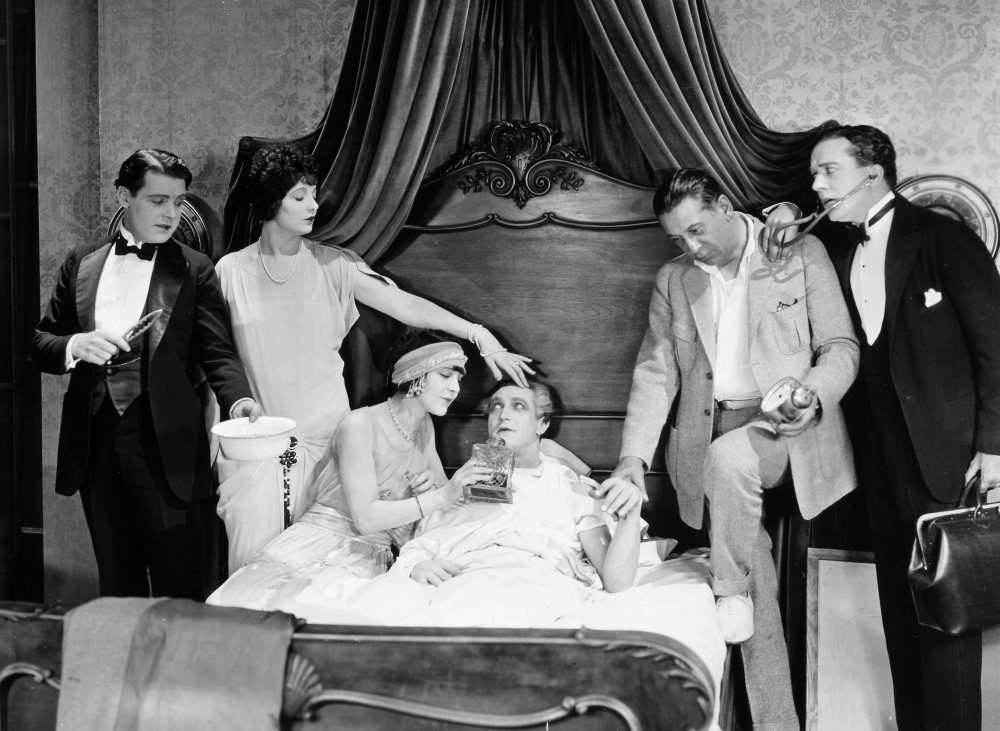
Fotograma promocional de la pel·lícula

The Breath of Scandal és una pel·lícula muda produïda per B. P. Schulberg Productions, dirigida per Louis J. Gasnier i protagonitzada per Betty Blythe, Patsy Ruth Miller i Jack Mulhall. Basada en la novel·la homònima d'Edwin Balmer, es va estrenar 1 de setembre de 1924. Es considera una pel·lícula perduda.

## Argument
Charles Hale visita la seva amant, Sybil Russell, quan és sorprès pel marit estrany que li dispara al braç. Davant de tot plegat i volent que la seva mare no s’assabenti, la filla de Charles, Marjorie, en descobrir-ho abandona la casa del seu pare on viu sense cap problema econòmic, per anar-se’n a viure a als barris marginals per fer d’assistent social. Allà, Marjorie, que està compromesa amb el fiscal del districte, és detinguda en una batuda policial coordinada pel seu promès com a conseqüència d’una confabulació del marit de Sybil, que té la intenció de venjar-se de tota la família Hale. Com a resultat de la situació, el fiscal del districte trenca el seu compromís amb ella. Marjorie, que és ajudada per un jove advocat, es reconcilia amb el seu pare que ha renunciat a Sybil. La senyora Hale, generalment dedicada a activitats socials, torna d'una convenció i es retroba feliç amb el seu marit i la seva filla. El fiscal de districte s'assabenta que la Marjorie va ser víctima de la conspiració del senyor Russell.

## Repartiment
- Betty Blythe (Sybil Russell)
- Patsy Ruth Miller (Marjorie Hale)
- Jack Mulhall (Bill Wallace)
- Myrtle Stedman (Helen Hale)
- Lou Tellegen (Charles Hale)
- Forrest Stanley (Gregg Mowbry)
- Frank Leigh (marit de Sybil)
- Phyllis Haver (Clara Simmons)
- Charles Clary (Atherton Bruce)